# Gaston Godel
Pour les articles homonymes, voir Godel.
Gaston Godel, né le 19 août 1914 à Givisiez et décédé le 17 février 2004  à Domdidier, est un athlète suisse qui pratique la marche. Aux Jeux olympiques d'été de 1948 à Londres, il remporte la médaille d'argent du 50 kilomètres marche derrière le Suédois John Ljunggren.

## Biographie
Gaston Godel naît le 19 août 1914 à Givisiez. Il débute la marche en 1942. En 1945, il réussit son record sur 50 kilomètres marche en 4 h 46 min 19 s.

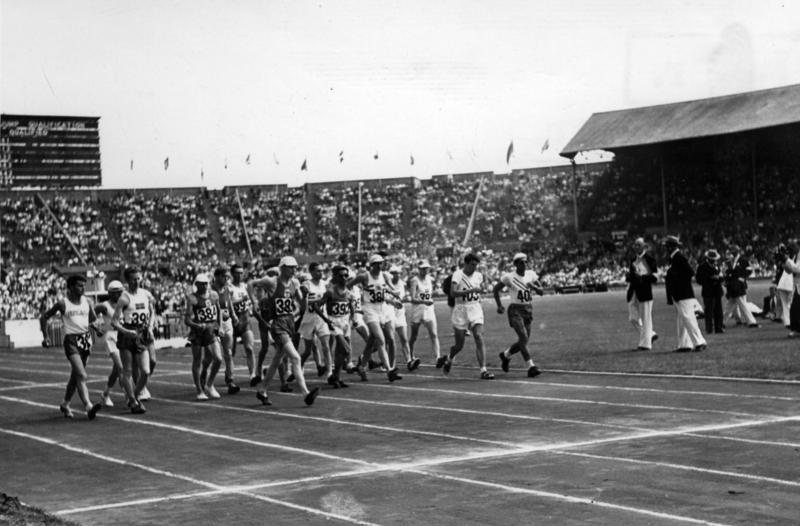
Le départ du 50 km marche

Six ans plus tard, il se qualifie pour les Jeux olympiques de 1948 à Londres, à la suite d’une série de plusieurs victoires. Il hésite quelque temps avant de donner, une semaine avant le départ, son accord pour participer. Il se fait tailler son costume chez un tailleur de Fribourg. À Londres, comme à son habitude, Gaston Godel s’entraîne seul, ce qui provoque quelque amusements chez ses confrères sportifs.
Le 31 juillet 1948, il participe à l’épreuve du 50 kilomètres marche, sans espérer à décrocher une médaille. « Quelques kilomètres avant l’arrivée, une journaliste française au bord de la piste me cria que j’y mette encore un coup pour devancer l’Anglais qui me précédait si je tenais à décrocher la deuxième place du classement ». Godel réussit à passer Tebbs Lloyd Johnson et lors du dernier tour de piste, sous les acclamations du public londoniens, il parvient à conserver son avantage. Il remporte alors la médaille d’argent derrière le Suédois John Ljunggren. Le 1er août 1948, il est reçu avec plusieurs autres athlètes au palais de Buckingham par, entre autres, le roi George VI et Winston Churchill.
À son retour en Suisse, Gaston Godel est fêté par les autorités de la ville de Payerne, car il est membre du club athlétique local, avant d’être reçu par sa commune de Domdidier dont il est bourgeois.
Il arrête la compétition en 1955 à la suite du décès de sa femme. Il participe toutefois à des compétitions populaires, comme en 1985, lorsqu’il demande, à presque 71 ans, sa licence pour participer au Grand Prix international de la Broye. Il décède le 17 février 2004 à Domdidier.

## Palmarès

### Jeux olympiques
- Jeux olympiques d'été de 1948 à Londres ( Royaume-Uni)
  -  Médaille d'argent du 50 kilomètres marche